# دراج چینی
دراج چینی (نام علمی: Francolinus pintadeanus) نام یک گونه از سرده دراج‌های سیاه است.